# Liczby hiperzespolone
Liczby hiperzespolone – rozszerzenia liczb zespolonych skonstruowane za pomocą metod algebry.
Najbardziej znanymi są:
- kwaterniony,
- tessariny,
- kokwaterniony,
- oktoniony,
- bikwaterniony,
- sedeniony.

## Interpretacje
Podczas gdy liczby zespolone można utożsamiać z punktami na płaszczyźnie, liczby hiperzespolone można wyobrażać sobie jako punkty w pewnej przestrzeni euklidesowej o większej liczbie wymiarów (4 w przypadku kwaternionów, tessarinów i kokwaternionów, 8 w przypadku oktonionów i bikwaternionów oraz 16 w przypadku sedenionów).

## Własności
- Liczby hiperzespolone tworzą skończenie wymiarowe algebry nad ciałem liczb rzeczywistych.
- Żadne rozszerzenie liczb zespolonych nie tworzy jednak ciała, ponieważ ciało liczb zespolonych jest algebraicznie domknięte, zob. zasadnicze twierdzenie algebry.

## Konstrukcje
Kwaterniony, oktoniony i sedeniony mogą być generowane za pomocą konstrukcji Cayleya-Dicksona. Rodziną liczb zespolonych są także algebry Clifforda.